# Libystica costalis
Libystica costalis är en fjärilsart som beskrevs av Walker 1865. Libystica costalis ingår i släktet Libystica och familjen nattflyn. Inga underarter finns listade i Catalogue of Life.